# USS Noa (DD-841)
El USS Noa (DD-841) fue un destructor de la clase Gearing, de la Armada de los Estados Unidos. Fue el segundo buque en portar este nombre, en honor del Guardiamarina David Bernard Loveman Noa (5 de octubre de 1878 – 26 de octubre de 1901)

## Historial operativo
El USS Noa fue puesto en grada en los astilleros Bath Iron Works Co, Bath, Maine, el 26 de marzo de 1945, fue botado el 30 de julio de 1945 actuando como madrina del acto la esposa del almirante James Cary Jones, Jr., fue asignado el 2 de noviembre de 1945, siendo su primer Comandante el capitán Rathel L. Nolan Jr.
El 20 de febrero de 1962 fue el barco encargado de recoger en aguas del Atlántico (21°20′N 68°40′W) la nave Friendship 7 (MA-6), pilotada por el coronel John H. Glenn, Jr., tras completar el primer vuelo orbital estadounidense.

### Armada Española:Blas de Lezo(D-65)
El 31 de octubre de 1973 fue dado de baja en la Armada de Estados Unidos y transferido en régimen de alquiler a la Armada Española. El 17 de mayo de 1978 fue adquirido definitivamente, siendo borrado del registro naval estadounidense el 17 de mayo de 1978. Sirvió en la Armada Española con el nombre y numeral Blas de Lezo (D-65), recibiendo este nombre en honor del Almirante español Blas de Lezo. Fue asignado a la 11.ª Escuadrilla de Escoltas, teniendo su base en el Arsenal de Ferrol. Fue dado de baja y desguazado en 1991.

## Comandantes del destructorBlas de LezoD-65
- capitán de fragata Juan L. Sobrino Buhigas 31 de octubre de 1973 - 28 de noviembre de 1974
- capitán de Fragata Agustín Guimera Peraza      28 de noviembre de 1974 - 20 de febrero de 1976
- Capitán de Fragata Manuel Arias Sánchez        20 de febrero de 1976 - 3 de septiembre de 1977
- Capitán de Fragata Luis Ayesta Granda          3 de septiembre de 1977 - 3 de septiembre de 1979
- Capitán de Fragata Jos Luis Torres Fernández  3 de septiembre de 1979 - 3 de marzo de 1981
- Capitán de Fragata Eduardo Gómez Castillo      3 de marzo de 1981   - 3 de septiembre de 1982
- Capitán de Fragata Jesús Fontan Suanzes        3 de septiembre de 1982 - 6 de marzo de 1984
- Capitán de Fragata Gabriel Portal Anton        6 de marzo de 1981  - 6 de septiembre de 1985
- Capitán de Fragata Vicente Cuquerella Jarillo  6 de septiembre de 1985 - 3 de marzo de 1987
- Capitán de Fragata Luis Roca Ramírez           6 de marzo de 1981   - 12 de septiembre de 1988
- Capitán de Fragata José Luis González-Irun Sánchez  12 de septiembre de 1988 - 16 de marzo de 1990
- Capitán de Fragata Álvaro Armada Vadillo      16 de marzo de 1990  - 30 de septiembre de 1991